# Khendrup Gyatso
Khendrup Gyatso chiamato anche Khendrub Gyatso (Gathat, 1º novembre 1838 – Lhasa, 31 gennaio 1856) è stato un monaco buddhista tibetano, riconosciuto in vita come l'undicesimo Dalai Lama.

## Biografia
Khendrup Gyatso nacque nel 1838 a Gathat e visse nello stesso villaggio del 7º Dalai Lama, Kelzang Gyatso.
Fu riconosciuto come l'11º Dalai Lama a soli 3 anni nel 1841. La cerimonia fu celebrata dal 7° Panchen Lama dell'epoca, Palden Tenpai Nyima, che secondo la tradizione tagliò i capelli del bambino e gli diede il nome di Khendrup Gyatso. Si insediò a palazzo Potala a Lhasa il 25 maggio 1842.
Ad 11 anni ricevette i voti di monaco buddhista da Palend Tenpai e successivamente il 1º marzo 1855 assunse i pieni poteri di governo del Tibet. Malgrado la giovane età, assunse un compito di grande responsabilità e spessore strategico e fu per questo apprezzato da tutto il popolo tibetano.
Khendrup Gyatso morì improvvisamente nel 1856 nella sua residenza di palazzo Potala, presso Lhasa. Fu il terzo Dalai Lama a morire così giovane da non poter raggiungere la maturità spirituale come monaco.

## Il contesto storico
La breve vita dell'11º Dalai Lama fu vissuta a cavallo di un periodo estremamente bellico, in cui le rivolte coloniali e le guerre espansionistiche cinesi provocarono un forte vuoto di potere in seno alla società tibetana che vide ben presto morire uno dei suoi fondamentali leader, assieme al Panchen Lama.